# Färöische Fußballmeisterschaft der Frauen 2020
Die Färöische Fußballmeisterschaft der Frauen 2020 war die 36. Saison der höchsten färöischen Fußballliga der Frauen. Die Liga heißt offiziell Betrideildin nach dem Hauptsponsor Betri Banki. Sie sollte ursprünglich am 22. März 2020 beginnen, aufgrund der COVID-19-Pandemie wurde der Start auf den 24. Mai 2020 verschoben. Die Saison endete am 17. Oktober 2020.
NSÍ Runavík (Abstieg 2007) kehrte nach zwölf Jahren in die höchste Spielklasse zurück. Meister wurde Titelverteidiger KÍ Klaksvík, die den Titel somit zum 20. Mal erringen konnten.
Im Vergleich zur Vorsaison verschlechterte sich die Torquote auf 3,27 pro Spiel, was den niedrigsten Schnitt seit 1993 bedeutete. Die höchsten Siege erzielte KÍ Klaksvík durch ein 6:1 im Heimspiel gegen EB/Streymur/Skála am 13. Spieltag sowie durch ein 5:0 im Auswärtsspiel gegen B36 Tórshavn am 14. Spieltag. Die torreichsten Spiele absolvierten EB/Streymur/Skála und NSÍ Runavík mit einem 2:6 am siebten Spieltag sowie NSÍ Runavík und HB Tórshavn mit einem 4:4 am zwölften Spieltag.

## Modus
In der Betrideildin spielt jede Mannschaft an 20 Spieltagen jeweils vier Mal gegen jede andere. Die punktbeste Mannschaft zu Saisonende stand als Meister dieser Liga fest.

## Saisonverlauf
KÍ Klaksvík stand nach dem 14. Sieg im 14. Spiel als Meister fest. Durch das 2:2 im Auswärtsspiel gegen NSÍ Runavík am 15. Spieltag sowie dem 1:1 im Heimspiel gegen HB Tórshavn am 18. Spieltag wurden die einzigen Punkte in der Saison abgegeben.

## Tabelle
| Pl. | Verein            | Sp. | S  | U | N  | Tore    | Diff. | Punkte |
| --- | ----------------- | --- | -- | - | -- | ------- | ----- | ------ |
| 1.  | KÍ Klaksvík (M)   | 20  | 18 | 2 | 0  | 055:170 | +38   | 56     |
| 2.  | NSÍ Runavík (N)   | 20  | 8  | 6 | 6  | 038:290 | +9    | 30     |
| 3.  | HB Tórshavn (P)   | 20  | 7  | 6 | 7  | 038:310 | +7    | 27     |
| 4.  | B36 Tórshavn      | 20  | 6  | 5 | 9  | 023:310 | −8    | 23     |
| 5.  | ÍF/Víkingur/B68   | 20  | 5  | 4 | 11 | 026:400 | −14   | 19     |
| 6.  | EB/Streymur/Skála | 20  | 4  | 1 | 15 | 016:480 | −32   | 13     |

| (N) | Aufsteiger       |
| (M) | Meister 2019     |
| (P) | Pokalsieger 2019 |

## Spiele und Ergebnisse
|                   | B36 | B36 | EBS/Skála | EBS/Skála | HB  | HB  | ÍF/Vík/B68 | ÍF/Vík/B68 | KÍ  | KÍ  | NSÍ | NSÍ |
| ----------------- | --- | --- | --------- | --------- | --- | --- | ---------- | ---------- | --- | --- | --- | --- |
| B36 Tórshavn      |     |     | 4:1       | 0:1       | 0:2 | 2:1 | 4:1        | 2:1        | 0:2 | 0:5 | 0:1 | 1:0 |
| EB/Streymur/Skála | 0:0 | 2:0 |           |           | 2:1 | 1:0 | 0:2        | 0:1        | 0:4 | 1:2 | 2:6 | 2:3 |
| HB Tórshavn       | 1:1 | 1:1 | 5:1       | 3:1       |     |     | 1:1        | 2:0        | 2:3 | 0:3 | 1:1 | 5:1 |
| ÍF/Víkingur/B68   | 2:2 | 3:1 | 2:1       | 1:0       | 1:2 | 2:4 |            |            | 0:1 | 1:2 | 1:1 | 1:5 |
| KÍ Klaksvík       | 3:2 | 3:1 | 3:0       | 6:1       | 3:2 | 1:1 | 3:2        | 4:1        |     |     | 1:0 | 2:0 |
| NSÍ Runavík       | 1:1 | 0:1 | 4:0       | 1:0       | 2:0 | 4:4 | 2:2        | 3:1        | 1:2 | 2:2 |     |     |

## Torschützenliste
Bei gleicher Anzahl von Treffern sind die Spielerinnen nach dem Nachnamen alphabetisch geordnet.
| Platz | Spieler               | Mannschaft      | Tore |
| ----- | --------------------- | --------------- | ---- |
| 1     | Evy á Lakjuni         | KÍ Klaksvík     | 17   |
| 2     | Heidi Sevdal          | NSÍ Runavík     | 12   |
| 3     | Kára Djurhuus         | HB Tórshavn     | 07   |
| 3     | Olga Kristina Hansen  | B36 Tórshavn    | 07   |
| 3     | Jacoba Langgaard      | ÍF/Víkingur/B68 | 07   |
| 3     | Julia Naomi Mortensen | HB Tórshavn     | 07   |
| 7     | Rannvá Andreasen      | KÍ Klaksvík     | 06   |
| 7     | Ása Carlsen           | HB Tórshavn     | 06   |
| 7     | Laila Pætursdóttir    | NSÍ Runavík     | 06   |
| 7     | Jensa Tórolvsdóttir   | ÍF/Víkingur/B68 | 06   |

## Trainer
| Mannschaft        | Trainer             | Spieltage |
| ----------------- | ------------------- | --------- |
| B36 Tórshavn      | Súni Olsen          | 01–20     |
| EB/Streymur/Skála | Óli Eidesgaard      | 01–20     |
| HB Tórshavn       | Kári Reynheim       | 01–03     |
| HB Tórshavn       | John Petersen       | 04–20     |
| ÍF/Víkingur/B68   | Sonni Djurhuus      | 01–20     |
| KÍ Klaksvík       | Aleksandar Đorđević | 01–20     |
| NSÍ Runavík       | Egil G. Olsen       | 01–20     |

Nur HB Tórshavn wechselte den Trainer aus und verbesserte sich um zwei Positionen.

## Spielstätten
| Mannschaft        | Stadion              | Spielort     |
| ----------------- | -------------------- | ------------ |
| B36 Tórshavn      | Gundadalur (8)       | Tórshavn     |
| B36 Tórshavn      | Tórsvøllur (2)       | Tórshavn     |
| EB/Streymur/Skála | við Margáir (1)      | Streymnes    |
| EB/Streymur/Skála | í Hólmanum (4)       | Eiði         |
| EB/Streymur/Skála | Undir Mýruhjalla (5) | Skála        |
| HB Tórshavn       | Tórsvøllur (7)       | Tórshavn     |
| HB Tórshavn       | Gundadalur (3)       | Tórshavn     |
| ÍF/Víkingur/B68   | Í Fløtugerði (7)     | Fuglafjørður |
| ÍF/Víkingur/B68   | Sarpugerði (3)       | Norðragøta   |
| KÍ Klaksvík       | Við Djúpumýrar       | Klaksvík     |
| NSÍ Runavík       | Við Løkin            | Runavík      |

## Schiedsrichter
Folgende Schiedsrichter, darunter jeweils einer aus Island und Dänemark, leiteten die 60 ausgetragenen Erstligaspiele:
| Name                      | Stammverein       | Spiele |
| ------------------------- | ----------------- | ------ |
| Stephan Petursson         | FF Giza/FC Hoyvík | 07     |
| Árni Brandsson Petersen   | KÍ Klaksvík       | 06     |
| David Waag Sjóstein       | KÍ Klaksvík       | 05     |
| Leivur Zachariassen       | Skála ÍF          | 05     |
| Jón Tór Baldvinsson       | B71 Sandur        | 04     |
| Heini Poulsen Hellisdal   | B36 Tórshavn      | 04     |
| Petur Páll Winther Hentze | Víkingur Gøta     | 04     |
| Tóki Høghamar             | EB/Streymur       | 04     |
| Ronni Grandal             | FC Hoyvík         | 03     |
| Líggjas Samuelsen         | Skála ÍF          | 03     |
| Jógvan Breckman           | Undrið FF         | 02     |
| Kristian Gunnar Joensen   | KÍ Klaksvík       | 02     |
| Jón Marni Johannesen      | Skála ÍF          | 02     |

Weitere neun Schiedsrichter leiteten jeweils ein Spiel.

## Die Meistermannschaft
In Klammern sind die Anzahl der Einsätze sowie die dabei erzielten Tore genannt.
| 1. | KÍ Klaksvík |
|    | Rannvá Andreasen (19/6) \| Rutt Gregersen (14/0) \| Vár Heimustovu (2/0) \| Durita Hummeland (13/2) \| Liljan Jacobsen (6/0) \| Óluva Joensen (20/0) \| Tórunn Joensen (9/0) \| Gudný Johannessen (20/1) \| Malena Josephsen (17/2) \| Bjarnhild Justinussen (1/0) \| Eyðvør Klakstein (8/4) \| Eivør á Kósini (1/0) \| Evy á Lakjuni (20/17) \| Victoria á Lakjuni (15/2) \| Tóra Mohr (12/4) \| Malena Olsen (15/3) \| Hervør Olsen (6/1) \| Jórun Patawary (17/0) \| Ragna Patawary (20/1) \| Birita Ryan (19/3) \| Lóa Samuelsen (1/0) \| Sigrun Sirdal (6/1) \| Sanna Svarvadal (19/4) ohne Einsatz: Anitha á Dalinum - Trainer: Aleksandar Đorđević |

## Nationaler Pokal
Im Landespokal gewann Meister KÍ Klaksvík mit 3:0 gegen NSÍ Runavík und erreichte dadurch das Double.

## Europapokal
2020/21 spielte KÍ Klaksvík als Meister des Vorjahres in der Qualifikationsrunde der UEFA Women’s Champions League gegen Vålerenga Oslo (Norwegen) und verlor auswärts mit 0:7.